# Holger Baden
Holger Jakob Baden (18. januar 1892 i København- 31. januar 1966 i København) var en dansk atlet medlem af Ben Hur i København og deltog i terrænløbet ved OL 1912 i Stockholm og genemførte ikke individuelt og nummer 5 i holdkonkurrencen. Han vandt et dansk mesterskab; 10.000 meter 1911.
Baden blev vinder af det første natorienteringsløb i Danmark 1915 i København.

## Danske mesterskaber
- Bronze 1915 1500 meter +60m
- Sølv 1914 1500 meter 4:30.4
- Guld 1911 10.000 meter 35:23.0
- Sølv 1910 5000 meter 17:04.0